# Pecan Plantation
Pecan Plantation é uma Região censo-designada localizada no estado norte-americano do Texas, no Condado de Hood.

## Demografia
Segundo o censo norte-americano de 2000, a sua população era de 3544 habitantes.

## Geografia
De acordo com o United States Census Bureau tem uma área de
18,5 km², dos quais 18,1 km² cobertos por terra e 0,4 km² cobertos por água.

## Localidades na vizinhança
O diagrama seguinte representa as localidades num raio de 28 km ao redor de Pecan Plantation.